# Zrub
Zrub. (ukr. Зруб) – wieś na Ukrainie w rejonie rohatyńskim obwodu iwanofrankiwskiego.